# Visioni simultanee
Visioni simultanee è un dipinto di Umberto Boccioni risalente al 1911, custodito al Von Der Heydt Museum di Wuppertal.

## Descrizione
Il dipinto, esposto nella prima mostra futurista a Parigi del 1912, ricalca alcuni temi dell'opera La strada entra nella casa, pressoché contemporanea e oggi conservata ad Hannover. In entrambe le tele il personaggio più visibile è una donna, appoggiata ad un balcone (o in questo caso ritratta mentre si sporge da una finestra) e rivolta verso la strada sottostante e gli edifici di fronte.
L'"azione" si svolge su piani sovrapposti, con lo scopo di mostrare nell'opera tutto ciò che sia visibile dalla finestra cui si affaccia la donna; gli edifici si curvano e si scompongono, come le figure per la strada e la donna stessa.